# 12 Years a Slave
12 Years a Slave (conocida en España como 12 años de esclavitud y en Hispanoamérica como 12 años esclavo) es una película dramática británico-estadounidense de 2013, dirigida por Steve McQueen y protagonizada por Chiwetel Ejiofor como Solomon Northup. Completan el reparto Michael Fassbender, Benedict Cumberbatch, Paul Dano, Paul Giamatti, Lupita Nyong'o, Sarah Paulson, Brad Pitt y Alfre Woodard, en los papeles secundarios. El guion, escrito por John Ridley, es una adaptación de la autobiografía de Solomon Northup (Twelve Years a Slave), un afroamericano nacido libre en el estado de Nueva York, quien fue secuestrado en Washington D. C. en 1841, vendido como esclavo y más tarde liberado en 1853 tras trabajar en plantaciones de Luisiana durante 12 años. 
12 años de esclavitud, el tercer largometraje del director McQueen, fue ganadora de tres Premios Óscar en la edición 86.º del certamen (2013) por mejor película, mejor actriz de reparto (Lupita Nyong'o) y mejor guion adaptado; además del Globo de Oro a la mejor película dramática y el Premio BAFTA, entre otros. 
El rodaje de la película tuvo lugar en Nueva Orleans entre el 27 de junio y el 13 de agosto de 2012, con un presupuesto de 20 millones de dólares, dentro de cuatro plantaciones históricas: Felicity, Magnolia, Bocage y Destrehan. De las cuatro, Magnolia es la más cercana a la verdadera plantación donde trabajó Northup.
La cinta se estrenó en el Festival de Cine de Telluride el 30 de agosto de 2013 y ha recibido críticas generalmente positivas de los especialistas. Su debut en los cines estadounidenses fue el 18 de octubre de 2013, mientras que en el Reino Unido fue el 10 de enero de 2014.

## Argumento
En 1841, Solomon Northup es un negro libre que vive con su esposa y dos hijos en Saratoga Springs, en el estado de Nueva York. Se gana la vida como carpintero y violinista experto. Un día es arrastrado por un par de hombres a un concierto de gira lucrativo con un circo. Después de una noche bebiendo con los dos hombres, Northup se despierta encadenado al suelo, dándose cuenta de que ha sido drogado y que va a ser vendido como esclavo.
Northup es enviado a Nueva Orleans, donde su nombre es reemplazado por el de "Platt", un esclavo fugitivo de Georgia. Es golpeado para obligarle a ocultar su identidad de hombre libre, y mantener el nombre de Platt, y es comprado en última instancia por el propietario de la plantación William Ford. Soportando su nueva vida, Northup mantiene buenas relaciones con Ford, que resulta ser un amo relativamente benévolo o en su defecto pusilánime: es capaz de sentir pero es incapaz de actuar en consecuencia. Como esclavo, Northup sugiere una mejora al sistema de transporte mediante el diseño de una vía fluvial usando los pantanos de la zona para el acarreo de troncos, de manera rápida y rentable. Ford le regala un violín en agradecimiento. El carpintero racista John Tibeats se resiente inmediatamente ante Northup, y comienza verbalmente a hostigarlo.
Con el tiempo las tensiones entre Tibeats y Northup llegan a un punto insostenible y Tibeats intenta golpearlo y él se defiende. En represalias, Tibeats y sus amigos intentan linchar a Northup, colgándolo de un árbol con la intención de ahorcarlo. Pese a que interviene el supervisor de Ford, librándolo de la muerte, Northup permanece colgado, levemente sostenido apoyado en las puntas de los pies mientras a su alrededor los demás esclavos siguen su vida como si nada ocurriera, en una escena cargada de dramatismo.  Ford vende a Northup y su nuevo amo será Edwin Epps, un plantador cruel, que cree que el derecho a abusar de los esclavos está autorizado por la Biblia. Antes de ser enviado a Epps, Northup intenta razonar con Ford, afirmando que él es en realidad un hombre libre. Ford afirma que no puede oír eso, y responde que él tiene una deuda que pagar, el precio de compra de Northup. Ford también le dice que él piensa que Northup es una buena persona, pero eso no le serviría de nada.
La tarea principal de todos los esclavos en la plantación Epps es recoger algodón y para ello se espera que todos recojan por lo menos 200 libras cada día, o serán golpeados. Una esclava joven llamada Patsey, sin embargo, recoge más de 500 libras al día, y Epps la elogia continuamente e incluso la viola repetidamente. La esposa de Epps se siente extremadamente celosa de la atención que Epps prodiga a Patsey, y la castiga y humilla continuamente. 
Patsey se ve beneficiada al ser la única esclava que tenía un día libre a la semana yendo a la casa de la señora Shaw, una negra libre dueña de su casa y sirvientes que goza del largo tiempo que ha pasado desde que recibía latigazos o trabajaba en los campos de algodón; además de que la señora Shaw le contaba a Solomon sobre su infidelidad hacia la amo Epps.
Epps decide que un reciente brote de gusano del algodón en los campos es una plaga enviada por Dios, llevada a su plantación por sus nuevos esclavos. Él los da en préstamo a una plantación vecina durante la temporada de cosecha, mientras sus cultivos se recuperan, pero les advierte que no lleven más plagas a la propiedad de su amigo. Una vez allí, Northup se gana el favor del dueño de la plantación, que le pide que toque el violín en la celebración de aniversario de boda de sus amigos, y le paga una moneda por su interpretación.
Cuando Northup regresa a la plantación de Epps, trata de utilizar esta moneda para pagar al ex supervisor para que envíe una carta a sus amigos en Nueva York. El ex supervisor se compromete a entregar la carta y acepta el dinero, pero traiciona a Northup, delatándolo a Epps. Northup apenas es capaz de convencer a Epps de que la historia es una mentira. Northup entonces quema, entre lágrimas, la carta, que representaba su única esperanza de libertad.
El abuso de Patsey empeora progresivamente a medida que Epps sigue forzándola. Patsey quiere suicidarse, pidiéndole a Northup ayuda, pero Northup la rechaza. Un día, Epps se enfurece al descubrir que Patsey había desaparecido de su plantación. Cuando ella regresa, revela que solo había ido para conseguir una pastilla de jabón, dado que Mary Epps le negaba el jabón para humillarla con su olor apestoso. Epps ordena que sea desnudada y atada a un poste. Incitado por su esposa, Epps obliga a Northup a azotar a Patsey. Northup obedece a regañadientes intentando causarle el menor daño posible, pero Epps finalmente toma el látigo de Northup, azotándola brutal y salvajemente.
Mientras curan las heridas Patsey en la espalda, Northup trabaja en la construcción de un pabellón con un trabajador canadiense llamado Bass (Brad Pitt). Bass se ha ganado la animadversión de Epps expresando su oposición a la esclavitud y esto lleva a Northup a confiar en él y contarle las circunstancias de su vida y su secuestro. Una vez más, Northup le pide ayuda para enviar una carta a Saratoga Springs. Por otro lado Bass, arriesgando su vida por lo que hará acepta ayudarlo en su proposición.
Unos días después, mientras trabajaba en los campos para la siembra, Northup es llamado por el sheriff local, que llega a la plantación en un carruaje junto con otro hombre, donde el sheriff le pregunta a Northup, acerca de su vida anterior, para contrastarlo con los hechos de su vida en Nueva York. En ese momento, Northup reconoce al acompañante del sheriff y descubre que se trata del señor Parker, un comerciante que este conocía de Saratoga Springs y que había recibido la carta de Solomon donde este describía las múltiples acusaciones de su secuestro y se da cuenta de que el hombre ha venido hasta allí para liberarlo de su tormento. Por otro lado, Epps le reclama a Sheriff sobre quien lo autorizó a interferir en su plantación sin una orden judicial, pero el Sheriff le menciona que debido a su posición como oficial local el puede hacerlo sin ningún problema, incluso sin una orden, pero Epps se resiste a liberarlo argumentando que Solomon es de su propiedad, pero el señor Parker le menciona a Epps que Solomon es un negro libre y que si vuelve a tocarlo lo llevara al juicio y dejarlo en la bancarrota de ser necesario y le ordena liberarlo inmediatamente, pero este no conforme con esto decide ir con ellos al juzgado para probar que Solomon le pertenece, pero el señor Parker le recalca a Epps que ellos poseen documentos que prueban que es un negro libre secuestrado y que lo probaran, por otro lado Solomon se despide de todos en la plantación y también con tristeza de Patsey la cual solo lo ve alejarse de la plantación en el carruaje y se desmaya angustiada de la situación, mientras que Northup se va inmediatamente de la plantación, después de ser esclavizado durante 12 años. Finalmente y de regreso en Saratoga Springs, Northup vuelve a la libertad y es regresado con su familia, donde esta tras haberse enterado de su secuestrado hace 12 años lo habían dado por muerto, donde además descubre que sus hijos ahora ya son jóvenes adultos y su hija a también es madre de un bebe y nombró a su hijo como Solomon Northup en su honor. 
En las notas finales, relatan la incapacidad de Northup y su asesor legal para procesar a los hombres responsables de haberlo vendido como esclavo, debido a que en ese entonces, un hombre de raza negra no podía testificar en la corte en contra de hombres blancos, aunque estos últimos pasaron un tiempo en la cárcel, antes de ser liberados de cargos, por otro lado Solomon luchó contra la esclavitud de aquel entonces y escribió un libro titulado 12 años de Esclavitud para crear conciencia de los abusos que sufrió durante su secuestro, convirtiéndose también en abolicionista, finalmente el misterio que rodea y los detalles de su muerte y entierro aun son un enigma incluso hoy en día.

## Reparto

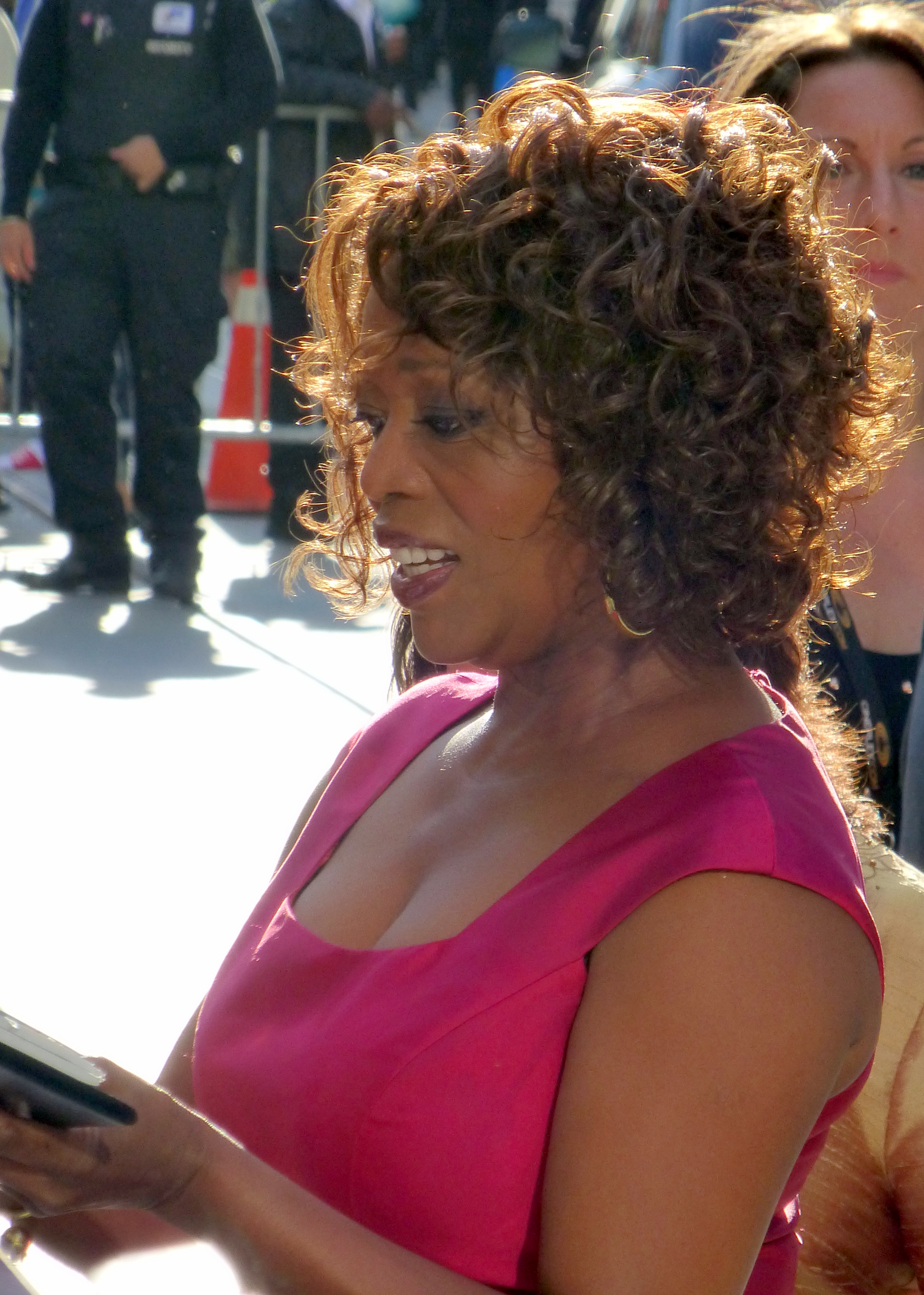
Alfre Woodard en el estreno de 12 años de esclavitud.

| Actor                | Personaje                  |
| -------------------- | -------------------------- |
| Chiwetel Ejiofor     | Solomon Northup            |
| Michael Fassbender   | Edwin Epps                 |
| Benedict Cumberbatch | William Ford               |
| Lupita Nyong'o       | Patsey                     |
| Sarah Paulson        | Mary Epps                  |
| Brad Pitt            | Samuel Bass                |
| Alfre Woodard        | Mistress Harriet Shaw      |
| Paul Dano            | John Tibeats               |
| Adepero Oduye        | Eliza                      |
| Garret Dillahunt     | Armsby                     |
| Paul Giamatti        | Theophilus Freeman         |
| Scoot McNairy        | Brown                      |
| Taran Killam         | Hamilton                   |
| Chris Chalk          | Clemens Ray                |
| Michael K. Williams  | Robert                     |
| Kelsey Scott         | Anne Northup               |
| Quvenzhané Wallis    | Margaret Northup           |
| Devyn A. Tyler       | Margaret Northup de adulta |
| Cameron Zeigler      | Alonzo Northup             |
| Rob Steinberg        | Parker                     |
| Jay Huguley          | Sheriff Villiere           |
| Christopher Berry    | James Burch                |
| Bryan Batt           | Juez Turner                |
| Bill Camp            | Radburn                    |
| Dwight Henry         | Tío Abram                  |
| Ruth Negga           | Celeste                    |

## Producción

### Desarrollo

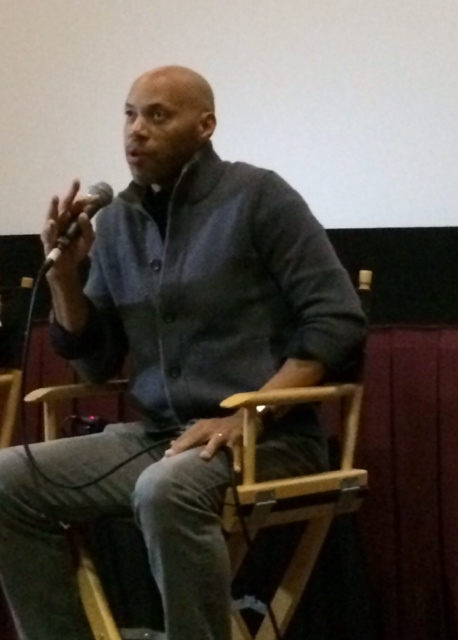
John Ridley en el Festival de Cine de San Diego 2013

Después de reunirse con el guionista John Ridley en una proyección de la película Hunger en el Creative Artists Agency, el director Steve McQueen se puso en contacto con Ridley, manifestando su interés en hacer una película sobre «la era de la esclavitud en los Estados Unidos» con «un personaje que no era evidente en términos de su comercio de la esclavitud». Desarrollando la idea se dieron avances y retrocesos, pero no hubo un consenso claro hasta que la esposa de McQueen encontró la biografía de Solomon Northup, Twelve Years a Slave. Él dijo sobre la autobiografía de Northup:

«He leído este libro y estaba totalmente aturdido. Al mismo tiempo, estaba muy enfadado conmigo mismo que no sabía de este libro. Yo vivo en Ámsterdam donde Ana Frank es una heroína nacional, y para mí este libro lo leí como el Diario de Ana Frank, pero escrito 97 años antes - un relato de primera mano de la esclavitud. Básicamente despertó mi pasión por hacer de este libro una película».

Después de haber estado en desarrollo desde hace algún tiempo, la película se anunció oficialmente en agosto de 2011 con McQueen como director y Chiwetel Ejiofor para caracterizar a Solomon Northup, un afroamericano nacido libre que fue secuestrado y vendido como esclavo en el Profundo Sur estadounidense. McQueen comparó la conducta de Ejiofor «de clase y dignidad" similar a la de Sidney Poitier y Harry Belafonte. En octubre de 2011, Michael Fassbender —protagonista de películas anteriores de McQueen, Hunger y Shame— se unió al elenco. A principios de 2012 se completó el resto del reparto y la filmación se programó para ser iniciada a finales de junio de 2012.
Para captar la lengua y dialectos de la época y de las regiones en las cuales la película se lleva a cabo, el entrenador de dialecto Michael Buster fue contratado para ayudar al elenco en la alteración de su forma de hablar. El lenguaje tiene una calidad literaria relacionada con el estilo de la escritura de la jornada y una fuerte influencia de la versión bíblica Rey Jacobo. Buster explicó:

«No sabemos la pronunciación de los esclavos en la década de 1840, así que solo utilizamos ejemplos rurales de Mississippi y Louisiana para los actores Ejiofor y Fassbender. Entonces, para Benedict [Cumberbatch], encontré algo real con la clase alta de Nueva Orleáns desde los años 30. Luego trabajé con Lupita Nyong'o quien es keniata, pero hizo su formación en la Universidad de Yale. Así que realmente modificó su lenguaje nativo para poder hablar como una típica estadounidense».

### Filmación

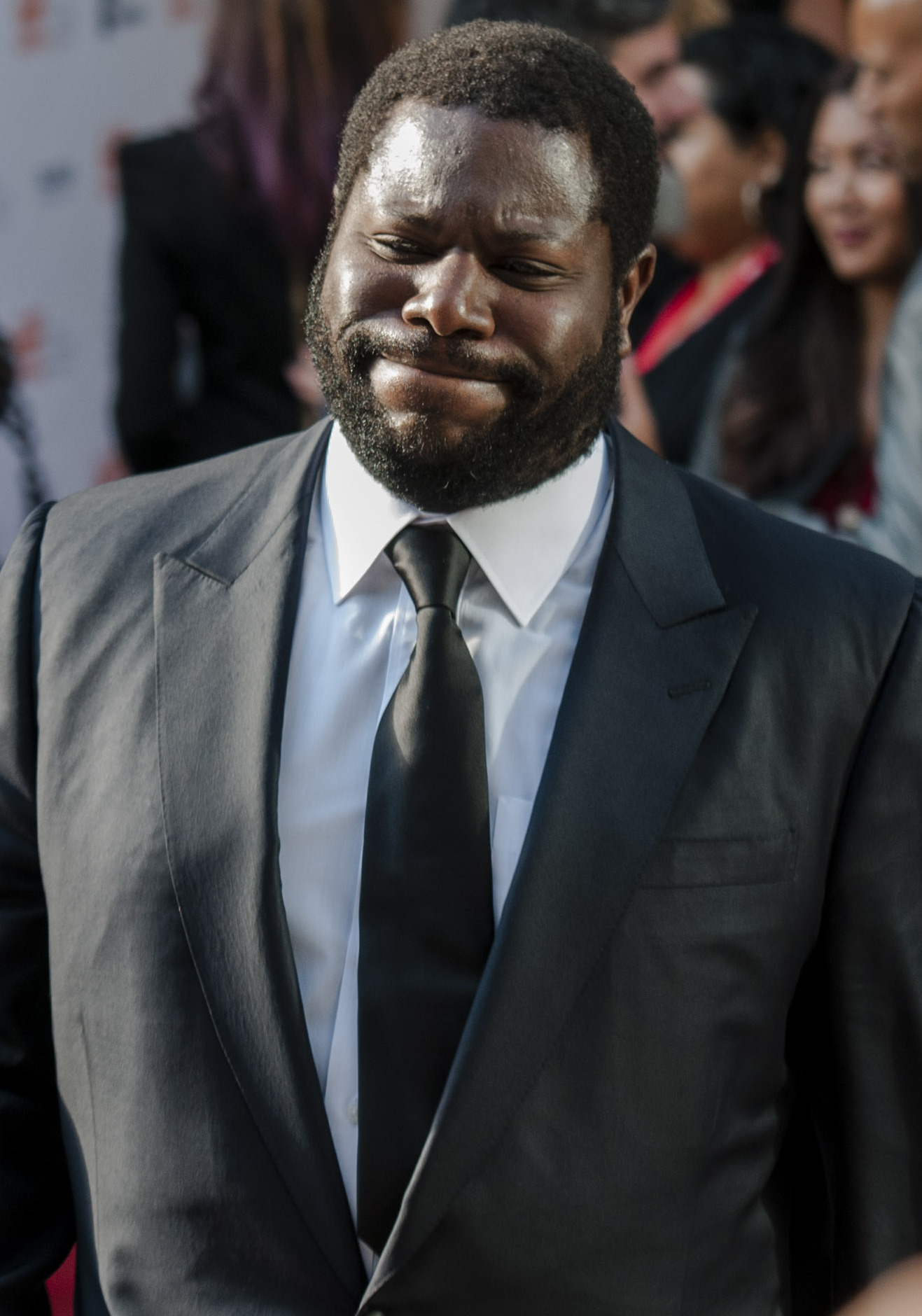
Steve McQueen en el estreno de 12 Years a Slave en el Festival de Cine de Toronto 2013

Con un presupuesto de producción de 20 millones de dólares, la fotografía principal comenzó en Nueva Orleans, Luisiana, el 27 de junio de 2012. Después de siete semanas de rodaje, el rodaje concluyó el 13 de agosto de 2012. Como una manera de mantener bajos los costos de producción, una gran parte de la filmación se llevó a cabo en el Área metropolitana de Nueva Orleans, principalmente sur de la región del Río Rojo en el norte del estado, donde fue esclavizado Northup. Entre las locaciones utilizadas se encuentran cuatro históricas plantaciones de Antebellum: Felicity, Magnolia, Bocage, y Destrehan. Magnolia, una plantación en Natchitoches, Luisiana, se encuentra a pocos kilómetros de uno de los sitios históricos donde Northup fue retenido. «Saber que estábamos allí mismo, en el lugar donde ocurrieron estas cosas era tan poderosa y emocional», dijo el actor Chiwetel Ejiofor. «Esa sensación de bailar con los fantasmas, es palpable». El rodaje también tuvo lugar en Hotel Columns y en el Madame John's Legacy en el Barrio Francés de Nueva Orleans.
El director de fotografía, Sean Bobbitt, operador de la cámara principal de la película, rodó 12 Years A Slave en película de 35 mm con una relación de aspecto de pantalla ancha 2.35:1, utilizando cámaras Arricam LT y ST. «Particularmente para una obra de época, la película da a la audiencia una sensación definida de tiempo y  calidad», expresó Bobbitt. «Debido a la naturaleza épica de la historia, la pantalla ancha produce la mayor sensación. La pantalla ancha significa una gran película, una historia épica, en este caso, una historia épica de la resistencia humana."
Los cineastas evitaron un estilo visual desaturado que expresa una estética documental más arenosa. Deliberadamente esbozaron comparaciones visuales filmando las obras del pintor español Francisco de Goya, McQueen explicó:

«Cuando se piensa en Goya, quien pintó las cuadros más horribles de violencia y tortura, son increíbles, pinturas exquisitas, una de las razones por las que son tan maravillosas estas pinturas se refleja cuando él dice: "Mira, mira esta". Así que si la planteas erradamente o la pones en una perspectiva equivocada, se centra más atención a lo que está mal en la pintura en vez de mirar la pintura como tal».

### Diseño
Para una representación exacta del período histórico de la película, los realizadores llevaron a cabo una extensa investigación que incluyó el estudio de obras de arte de la época. Con ocho semanas para crear la indumentaria, la diseñadora de vestuario Patricia Norris trabajó con Western Costume para compilar trajes que demostrarían el paso del tiempo y al mismo tiempo ser históricamente precisos. Usando una gama de colores tonos tierra, Norris creó cerca de 1,000 trajes para la película. «Ella [Norris] tomó muestras de tierra de las tres de las plantaciones para que coincidieran con la ropa», aseguró McQueen, «además conversó con Sean [Bobbitt] para relacionar al personaje con la temperatura en cada plantación, hubo mucha minucia en los detalles." Los realizadores también emplearon algunas prendas encontradas en el set que fueron usadas por los esclavos.

### Música
La partitura musical de 12 años de esclavitud fue compuesta por Hans Zimmer, con música original para violín escrita e implementada por Nicholas Britell e interpretada por Tim Fain. La película también cuenta con algunas piezas de música clásica y música folclórica estadounidense como «Trío en Si bemol, D471» de Franz Schubert y «Run, Nigger, Run», adaptada por John y Alan Lomax. El álbum de la banda sonora, Música de e Inspirada por 12 Años de Esclavitud, fue lanzado digitalmente el 5 de noviembre y en formato físico el 11 de noviembre de 2013, por Columbia Records. Adicional a la partitura de Zimmer, el álbum cuenta con canciones inspiradas en la película de artistas como John Legend, Alicia Keys, Chris Cornell, y Alabama Shakes. La versión de Legend para la canción «Roll, Jordan, Roll» debutó en línea tres semanas antes del lanzamiento de la banda sonora.

## Exactitud histórica
El erudito en historia y cultura afroamericana Henry Louis Gates Jr. fue asesor de la película, y el investigador David Fiske, coautor de Solomon Northup: The Complete Story of the Author of Twelve Years a Slave, proporcionó material utilizado para la comercialización de la película. No obstante, los artículos de noticias y revistas de la época del lanzamiento de la película describieron un erudito alegando alguna licencia que Northup podría haber tomado con su libro, y de las libertades que McQueen definitivamente tomó con el original de Northup, sea por dramatismo, modernización, o por otras razones.
Scott Feinberg escribió en el periódico The Hollywood Reporter sobre un artículo del 22 de septiembre publicado en el diario New York Times, que «un ensayo extraído y destacado de 1985 por otro erudito, James Olney, puso en duda la “verdad textual” de incidentes específicados en la narración de Northup y sugirió que David Wilson, el amanuense blanco a quien Northup dictó su historia, se tomó la libertad de pulirla para que fuera más efectiva al momento de fortalecer la opinión pública en contra de la esclavitud». Según Olney, cuando los abolicionistas invitaron a un ex-esclavo para que compartiera su experiencia en una convención contra la esclavitud y posteriormente financiaron la aparición de esa historia en texto impreso, «tenían particularmente claras expectativas bien entendidas por ellos mismos y bien entendidas por el ex-esclavo, también».
Noah Berlatsky escribió en la revista The Atlantic sobre una escena en la adaptación de McQueen. Poco después de que Northup es secuestrado y confinado en un barco con destino al sur, un marinero ingresa a la bodega e intenta violar a una esclava pero un esclavo interviene. «El marinero sin vacilar apuñala y lo mata» escribió, y resalta que «ésto parece poco probable a primera vista, pues los esclavos eran valiosos y el marinero no era el propietario. Y, por supuesto, la escena no está en el libro».
Forrest Wickman de la revista Slate, escribió que el libro de Northup da una descripción más favorable del primer amo del autor, William Ford, que la película de McQueen. En palabras del propio Northup, «nunca hubo un hombre más amable, noble, franco y cristiano que William Ford», y agregó que las circunstancias de Ford «lo cegaron [a Ford] al mal inherente de lo más bajo del sistema de la esclavitud». La película, sin embargo, de acuerdo con Wickman, «con frecuencia menoscaba a Ford». McQueen también menoscaba el cristianismo en sí, en un esfuerzo por actualizar las enseñanzas éticas de la historia de Northup para el siglo 21, al mantener las instituciones cristianas de la época a la luz de su capacidad para justificar la esclavitud. Northup era un cristiano en su época, escribiendo que su antiguo amo estaba «cegado» por las «circunstancias» que, en retrospectiva significó una aceptación racista de la esclavitud a pesar de ser cristiano, una posición insostenible para los cristianos contemporáneos y los cristianos abolicionistas del siglo 19, pero no contradictorio con Northup en sí mismo. Valerie Elverton Dixon en el Washington Post caracteriza el cristianismo representado en la película como «roto».

## Diferencias con la Novela
12 años de Esclavitud fue aclamada tanto por la crítica como el público, al mismo tiempo fue elogiada su representación de la esclavitud en Norteamérica, sin embargo la película contiene unas notables diferencias con la novela del mismo nombre.
- En el principio de la película Solomon se lo ve usando una pequeña rama y jugo calentado de moras, en un intento de escribir una carta con el papel que tenía, lo que lo frustra al no lograrlo, en la Novela no se menciona que Solomon haya usado moras, ya que en la novela se da entender que Solomon usaba lo poco que tenía en modo alternativo de crear tinta para escribir.

- En la película la Familia de Solomon nunca supo que fue secuestrado para ser vendido como esclavo, hasta que recibieron la carta de Samuel Bass, en Novela la familia de Solomon sí tenía conocimiento de que Solomon fue secuestrado, al mismo tiempo buscaban formas de devolverle su libertad.
- En la película un negro de nombre Robert el cual pasaba por la misma situación por Solomon, es asesinado por un marinero ya que Robert intentó proteger a Eliaza de ser violada por este, en la Novela Robert muere enfermo de Viruela, al mismo tiempo Solomon menciona que si bien la violación de esclavas era algo habitual, en su caso ninguna esclava sufrió ese abuso.

- En la película un negro de nombre Clemmens le dice a Solomon que no habrá forma que vuelva con su familia, al mismo tiempo le dice que no intente mostrar su intelecto ya que le traería problemas, al final Clemmens vuelve con su dueño al llegar al puerto, en la Novela esto nunca sucede, ya que en la película omiten a otro negro de nombre Arthur, el cual al llegar al puerto volvió con su dueño, En la Novela Clemmens solo le dijo a Solomon que oculte su intelecto, ya que una vez llegado al puerto Clemmens fue comprado por otro dueño de esclavos.

- En la película cuando Clemmens le dice a Solomon y Robert que no pueden hacer un motín en el barco debido a que los esclavos nunca se atrevería a hacerlo, Solomon comienza a perder las esperanzas de volver con su familia, en la novela desde el momento que llegó al barco Solomon junto a Arthur, Clemmens y otros negtos buscaban la forma de escapar de él entre esas era hacer un motin, pero cuando Robert murió de viruela varios negros se enfermaron también lo que imposibilitó el motin.
- La película omite en gran medida la relación tensa de Solomon con John Tibeats, en la película John Tibeats se siente celoso por el intelecto como la fama que gana Solomon con William Ford debido a que era el carpintero principal de la plantación de William, en la novela John Tibeats era otro dueño de esclavos, similar al caso de Arthur, la película omite a un carpintero que trabajaba y era capataz de la plantación de William Ford llamado Adam Taydem, el cual se sintió celoso de las acciones de Solomon, por otro lado Solomon conoció a John Tibeats debido a que William Ford a pesar de ser benevolente era muy mal administrador, lo que le provocó que tuviera muchas deudas, debido a las deudas tuvo que prestar a Solomon a John Tibeats, quien desde el inicio se comporto tensó con Solomon.
- En la película cuando Solomon es vendido junto a Elaiza a William Ford, Solomon discute con Elaiza debido a que ella lloraba contantemente por la pérdida de sus dos hijos que también fueron vendidos a otros dueños de esclavos, donde Eliaza le reprocha a Solomon que William Ford es un hombre esclavista sin bondad, posteriormente en la película Solomon ve que Eliaza por ya no ser productiva en la plantación de William fue llevada a un lugar desconocido, donde Solomon recordó que Elaiza fue la amante de su antiguo dueño el cual fruto de esa relación dío a luz a una hija, pero la hija de su amo por odio la engaño y la vendió ilegalmente a los propietarios de esclavos, en la novela Solomon nunca discutió con Elaiza, pero Solomon menciona que Elaiza lloraba sin cesar por la pérdida de sus hijos por lo que ella se debilitaba por la depresión, provocando que ella fuera vendida por un precio irrisorio a otro dueño de esclavos, al mismo tiempo en la novela Solomon menciona que en realidad el esposo de la hija del antiguo dueño de Eliaza fue quien la vendió a los comerciantes de esclavos.
- En la película Tibbeats y sus amigos ahorcan a Solomon, para ser interrumpidos por el encargado principal el cual los amenaza, durante ese lapso Solomon logra sostenerse de las puntilla de los pies, para ser rescatado por Ford, En la Novela Tibbeats y sus amigos no ahorcaron a Solomon sólo lo ataron a un poste, ya que fueron detenidos por el encargado, a pesar de no sufrir peligro, Solomon estuvo muy deshidratado por el calor que hacia, hasta ser salvado por Ford.

- En la película Solomon con sus pocas fuerzas intenta decirle a Ford que es un hombre libre, sin embargo Ford decide no escucharlo ya que piensa que eso le traerá problemas, en la Novela esto nunca ocurre ya que Solomon estaba muy cansado para poder hablar con Ford, al mismo tiempo Ford estaba patrullando su casa por los intentos de Tibbeats de entrar en ella y matar a Solomon, en una de las memorias de la Novela, Solomon menciona que si le hubiera dicho sobre su pasado hacia Ford ya que el era uno de los pocos amos que se comportaba amable con sus esclavos.

- La película omite en gran media algunas personalidades de los personajes que aparecen en la novela: Edwin Epps en la novela es más violento y alcohólico ; Freeman en la novela es más grosero y violento cuando vendía a los esclavos; Sra. Epps en la novela era más amistosa con los negros del campo, pero más cruel con Patsey; Tibbeats en la novela es más grosero hacia los negros y Asmby no se muestra tan amistoso o compasivo como se refleja en la película.

- En la película Solomon gana una moneda por su trabajo de violinista, el cual da a Amsby para que este último enviara su carta, el cual lo delata con Epps, quien de forma pacífica le pregunta si es verdad lo que dice, donde Solomon le mentí para evitar su muerte, en la Novela Solomon ganó 17 monedas donde se las da a Amsby, este último lo delató con Edwin, en la Novela Edwin interroga de forma amenazante a Solomon, quien apenas logró afirmarle que todo era mentira.
- En la película se dice de forma indirecta que por el frecuente abuso de Edwin a Patsey ella tuvo una hija con el, en la novela Solomon menciona que Edwin repetidamente abusaba de Patsey pero ningún momento el menciona a que tuvo una hija con el, no obstante Solomon menciona que es posible de que Patsey haya quedado embarazada.

- En la película Solomon trabaja en la plantación de Edwin Epps como recolector de algodón y carpintero, en la novela se explica que debido a lo poco productivo que era Solomon en las plantaciones de algodón, y por pedido a la Sra. Epps tuvo que asumir el rol de encargado, al mismo tiempo por sus habilidades se empeño más en las actividades de carpintero y el de capataz en la plantación de Epps, donde por obligación tuvo que azotar a varios de compañeros, algo que la película no menciona.
- En la película Patsey le suplica a Solomon que acabe con su vida y se deshaga de su cuerpo echando a un río, para evitar los maltratos que sufría donde Solomon se niega. En la Novela esto no sucede de esa forma, ya que fue la Sra. Epps quien ordenaba frecuentemente eso, debido a la obsesión de Edwin con Patsey la Sra. Epps hacia lo que sea con tal de humillar a Patsey al mismo tiempo ella intentaba que los esclavos o los encargados de la plantación la mataran y lanzaran su cuerpo al lago, sin embargo todos ellos se negaron.
- En una parte de la película se puede ver que cuando Solomon regresa con Patsey a la plantación Edwin quiere golpear a Solomon por celos debido a que este le dijo a Patsey lo ignora, a lo que Sra. Epps detiene la pelea, en la novela esto ocurre cuando Solomon trabajaba en los campos, al mismo tiempo Solomon describe que Edwin se volvía bastante paranoico debido a su enamoramiento de Patsey.

- En la película Ford le regala a Solomon un violín, el cual tiempo después destruye en un ataque de ira, al ver el horror que presenciaba en la plantación de Epps, en la Novela nunca se hace mención que Ford le haya regalado un violín a Solomon, gran parte de la novela se hace mención que a Solomon le prestaban un violín de los diferentes dueños de las plantaciones, al mismo tiempo en la novela no se hace mención que Solomon destruye un violín.

- En la película en la escena donde Patsey es azotada por abandonar la plantación, en la cual Epps ordena y amenaza con una pistola a Solomon, donde le azota hasta que se detiene, al final Epps la azota hasta que Solomon le dice que Dios lo castigara por este acto, en la Novela Patsey si es azotada por Solomon por órdenes de Epps pero este último no lo amenazó con una pistola, al mismo tiempo Epps azotó a Patsey hasta la muerte, Epps se detuvo cuando este último se cansó.

- En el final de la película, Solomon consigue su libertad al demostrar que nació en un estado no esclavizado, donde se reencuentra con su esposa Anne y sus hijo Margaret y Alonzo, para encontrar que su hija está casada y tuvo un hijo a quien bautizó con su nombre, finalmente todos en lágrimas se dan un abrazo conjunto. En la Novela cuando Solomon recuperó su libertad, volvió a su casa donde su hija Margaret quien se encontraba en ella, no lo reconoció al verlo hasta tiempo después, al mismo tiempo el esposo de su hija no se encontraba en casa y su hijo Alonzo estaba trabajando para conseguir el suficiente dinero para comprar a su padre, de una forma alternativa de recuperar su libertad.

## Distribución

### Lanzamiento

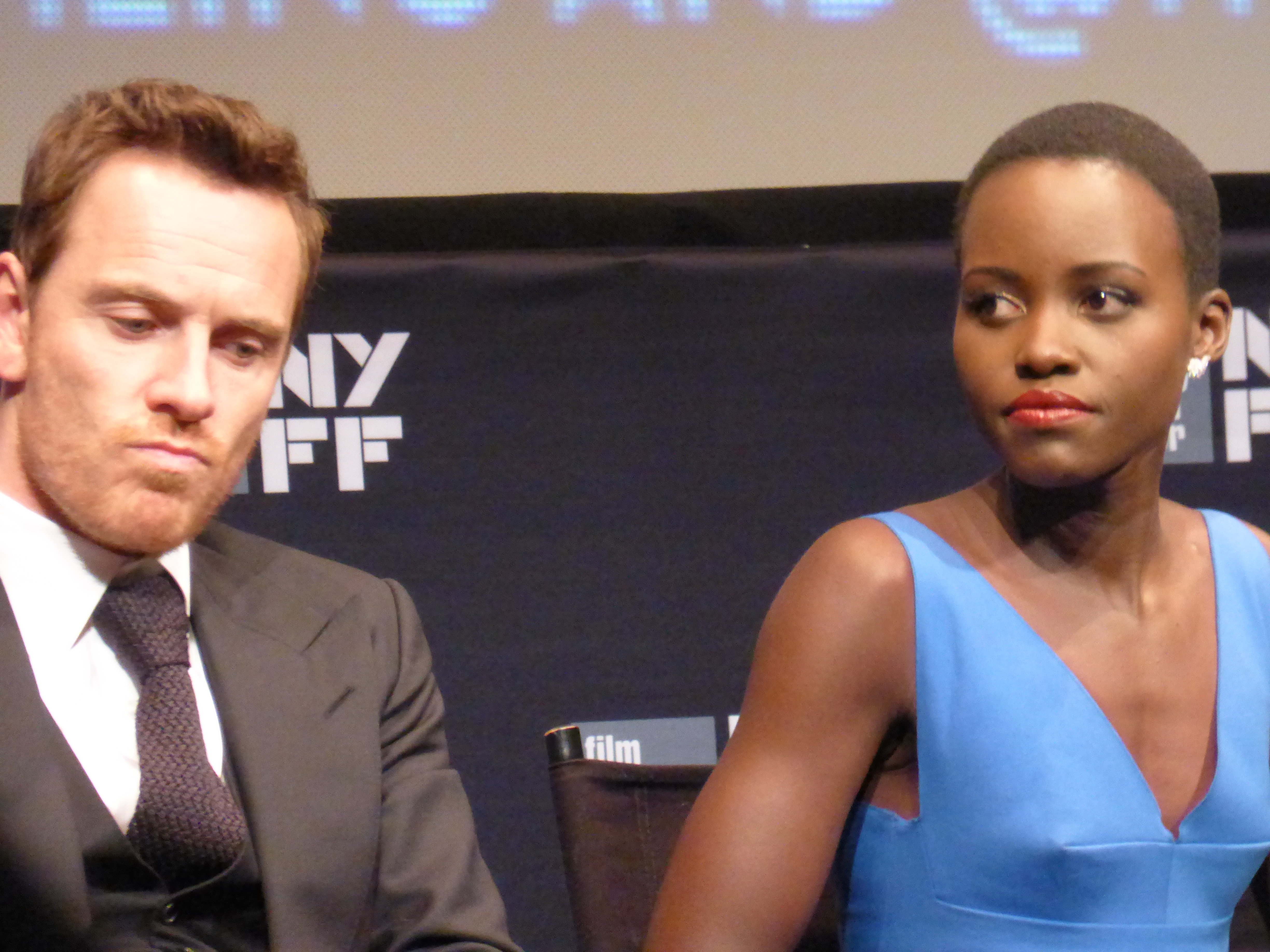
Michael Fassbender y Lupita Nyong'o en el Festival de Cine de Nueva York 2013

12 Años de Esclavitud se estrenó en el Festival de Cine de Telluride el 30 de agosto de 2013, antes de ser proyectada en el Festival Internacional de Cine de Toronto (2013) el 6 de septiembre, el Festival de Cine de Nueva York el 8 de octubre, y el Festival de Cine de Filadelfia el 19 de octubre de 2013.
El 15 de noviembre de 2011, Summit Entertainment anunció un acuerdo para distribuir 12 Años de Esclavitud a los mercados internacionales. En abril de 2012, unas semanas antes del rodaje, New Regency Productions acordó cofinanciar la película. Debido a un pacto de distribución entre 20th Century Fox y New Regency, Fox Searchlight Pictures adquirió los derechos de distribución de la película en Estados Unidos. Sin embargo, en lugar de pagar por los derechos de distribución, Fox Searchlight hizo un trato en el que compartiría los ingresos de taquilla con los financistas independientes de la película. 12 años de esclavitud fue lanzado comercialmente el 18 de octubre de 2013 en los Estados Unidos para un estreno limitado a 19 salas de cine, con un gran lanzamiento en las semanas siguientes. La película fue inicialmente programada para ser estrenada a finales de diciembre de 2013, pero «algunas proyecciones de prueba exuberantes» llevaron a la decisión de adelantar la fecha de lanzamiento.

### Mercadotecnia
Debido tanto a la naturaleza explícita de la película como al estado de nominaciones a premios, el éxito financiero de 12 Years A Slave fue vigilado cuidadosamente. Muchos analistas compararon el contenido de la película con otras películas dramáticas de estilo similar, como La lista de Schindler (1993) y La Pasión de Cristo (2004), que se convirtieron en éxitos de taquilla a pesar de sus respectivas temáticas. «Puede contener una temática compleja, pero cuando se maneja correctamente, estas películas con las que resulta difícil mantenerse sentado pueden ser un éxito comercial», dijo Phil Contrino de Boxoffice. A pesar de su contenido, el éxito con la crítica ha contribuido a su distribución nacional por Fox Searchlight, la cual comenzó con un lanzamiento limitado orientado principalmente al cine arte y patrocinadores afroamericanos El estreno de la película se amplió gradualmente en las semanas siguientes, de manera similar a como el estudio lo había hecho años antes con películas como El cisne negro y Los descendientes. Las fechas de estreno internacionales de 12 años de esclavitud se retrasaron en su mayoría hasta principios de 2014, con el fin de tomar ventaja de la atención creada por la temporada de premios.
Durante su campaña de mercadeo, 12 años de esclavitud recibió respaldo no remunerado de celebridades como Kanye West y Sean Combs. En un video publicado por la red de televisión Revolt, Combs instó a los espectadores a ver 12 años de esclavitud, afirmando: «esta película es muy dolorosa pero muy honesta, y es parte del proceso de recuperación. Ruego a todos ustedes llevar a sus hijos, todo el mundo tiene que verla [...] tienes que verla para que puedas entender, para que empieces a entender».

## Recepción

### Taquilla
A mayo de 2014, 12 años de esclavitud recaudó un total de 187 733 202 dólares, incluyendo en esta cifra 56 671 993 dólares recaudados en Estados Unidos. Durante su lanzamiento limitado en los EE. UU., la película en su primer fin de semana debutó con una taquilla de 923 715 dólares en 19 cines,  con un promedio de 48 617 dólares por cada cine. El siguiente fin de semana, la película entró en el top 10 después de expandirse a 123 salas de cine y recaudar adicionalmente 2 134 325 dólares. En su tercer fin de semana incrementó su taquilla en 4 792 214 dólares, proyectándose la cinta en 410 salas de cine. El lanzamiento de la película se amplió a más de 1100 salas de cine el 8 de noviembre de 2013.
| Fecha                   | Recaudación por semana | Recaudación acumulada | Ranking por semana | N.º salas | # semanas |
| ----------------------- | ---------------------- | --------------------- | ------------------ | --------- | --------- |
| 24 de octubre de 2013   | 1 259 943              | 1 259 943             | 15                 | 19        | 1         |
| 31 de octubre de 2013   | 2 900 381              | 4 160 324             | 8                  | 123       | 2         |
| 7 de noviembre de 2013  | 6 585 257              | 10 745 581            | 7                  | 410       | 3         |
| 14 de noviembre de 2013 | 9 503 204              | 20 248 785            | 7                  | 1144      | 4         |
| 21 de noviembre de 2013 | 6 344 527              | 26 593 312            | 8                  | 1411      | 5         |
| 28 de noviembre de 2013 | 4 256 892              | 30 850 204            | 10                 | 1165      | 6         |
| 5 de diciembre de 2013  | 3 021 916              | 33 872 120            | 13                 | 1165      | 7         |
| 12 de diciembre de 2013 | 1 759 568              | 35 631 688            | 12                 | 1082      | 8         |
| 19 de diciembre de 2013 | 1 078 538              | 36 710 226            | 17                 | 414       | 9         |
| 26 de diciembre de 2013 | 715 758                | 37 425 984            | 25                 | 147       | 10        |
| 2 de enero de 2014      | 717 358                | 38 143 342            | 24                 | 154       | 11        |
| 9 de enero de 2014      | 490 433                | 38 633 775            | 24                 | 151       | 12        |
| 16 de enero de 2014     | 470 523                | 39 104 298            | 23                 | 114       | 13        |
| 23 de enero de 2014     | 2 424 519              | 41 528 817            | 17                 | 761       | 14        |
| 30 de enero de 2014     | 2 879 578              | 44 408 395            | 13                 | 1231      | 15        |
| 6 de febrero de 2014    | 2 122 879              | 46 531 274            | 13                 | 1172      | 16        |
| 13 de febrero de 2014   | 1 120 702              | 47 651 976            | 18                 | 566       | 17        |
| 20 de febrero de 2014   | 902 747                | 48 554 723            | 20                 | 386       | 18        |
| 27 de febrero de 2014   | 805 642                | 49 360 365            | 19                 | 349       | 19        |
| 6 de marzo de 2014      | 1 571 670              | 50 932 035            | 17                 | 411       | 20        |
| 13 de marzo de 2014     | 2 935 957              | 53 867 992            | 9                  | 1065      | 21        |
| 20 de marzo de 2014     | 1 722 593              | 55 590 585            | 14                 | 925       | 22        |
| 27 de marzo de 2014     | 653 742                | 56 244 327            | 18                 | 522       | 23        |
| 3 de abril de 2014      | 190 740                | 56 435 067            | 28                 | 228       | 24        |
| 10 de abril de 2014     | 99 842                 | 56 534 909            | 40                 | 128       | 25        |
| 17 de abril de 2014     | 53 752                 | 56 588 661            | 53                 | 64        | 26        |
| 24 de abril de 2014     | 46 141                 | 56 634 802            | 53                 | 53        | 27        |
| 1 de mayo de 2014       | 24 731                 | 56 659 533            | 60                 | 32        | 28        |
| 8 de mayo de 2014       | 12 460                 | 56 671 993            | 72                 | 20        | 29        |

### Crítica
12 Años de Esclavitud recibió aclamación universal de crítica y público, por su actuación (Chiwetel Ejiofor en particular para, Michael Fassbender, y Lupita Nyong'o), la dirección de Steve McQueen, el guion de John Ridley, los valores de producción, y su fidelidad a la cuenta de Solomon Northup. El agregador Rotten Tomatoes informó que el 95% de los críticos le dio a la película una calificación positiva, con base en 202 reseñas con una puntuación media de 9/10, con el consenso del sitio diciendo: "Está lejos de ser cómoda para la vista, pero 12 Years A Slave resuelta en una brutal mirada en la esclavitud americana que es también brillante - y muy posiblemente esencial - al cine." Metacritic, otro agregador de revisión, le asignaron a la película una puntuación media ponderada de 97 (sobre 100) basado en 46 comentarios de los críticos de la corriente principal, que se consideran "aclamación universal". Esta es una de las películas de mayor audiencia del sitio. CinemaScore informó que el público dio a la película una calificación de "A".
Richard Corliss de TIME anunciaba la película y su director, Steve McQueen, al afirmar: "De hecho, la película de McQueen está más cerca en sus detalles de cuentacuentos a dicha década de 1970 en la explotación - revelaciones de la esclavitud como Mandingo y Goodbye, Uncle Tom. Excepto que McQueen no es un schlockmeister sensacionalista, sino un artista sin remordimientos". Corliss traza paralelos con la Alemania nazi, diciendo: "McQueen muestra que el racismo, aparte de su falta de humanidad bárbara, es terriblemente ineficiente. Se puede argumentar que la Alemania nazi perdió la guerra, tanto porque se desvía tanto de mano de obra a la matanza de Judíos y porque no explotar la brillantez de los científicos judíos en la construcción de armas inteligentes. Así que los dueños de esclavos diluyen la energía de sus esclavos con azotes por deporte sádico y, al igual que Epps, despertarse en la noche para bailar por placer cruel de su esposa." Gregory Ellwood de HitFix le dio a la película una "A-" de calificación, afirmando que "12 Years es un poderoso drama impulsado por la atrevida dirección de McQueen y el mejor rendimiento de la carrera de Chiwetel Ejiofor." Continuó alabando las actuaciones de Fassbender y Nyong'o, citando a Nyong'o como "descubrimiento para el desempeño de la película [que] puede encontrar a Nyong'o haciendo su camino hacia el Dolby Theatre el próximo mes de marzo." También admiraba "magnífica" la cinematografía de la película y la banda sonora, como "una de las puntuaciones más conmovedores de Hans Zimmer en algún tiempo." Paul MacInnes de The Guardian obtuvo la película de cinco de cinco estrellas, escribiendo, "Rígida, visceral e implacable, 12 Years A Slave no es solo una gran película sino necesaria." Los revisores de Spill.com le dieron alta aclamación, así, con dos revisores lo que supone una "Mejor que el sexo", su más alta calificación. Sin embargo, los críticos coincidieron en que no era una película que mirarían de nuevo en cualquier momento pronto. Al compararlo con la versión miniserie de Roots, la revisora Cyrus declaró que "Roots son Los Cariñositos: la película en comparación con esto."

### Premios
La película ha sido condecorada con 3 premios Oscar a Mejor Película, Mejor Guion Adaptado y Mejor Actriz de Reparto para Lupita Nyong ´o. También ganó el Globo de Oro a mejor película dramática. Además fue nombrada mejor película en los premios BAFTA, mientras que Chiwetel Ejiofor ganó el premio a mejor actor. Recibió dos premios BET a Mejor Actriz para Lupita Nyong ´o y Mejor Actor para Chiwetel Ejiofor